# آنتونیو فارگاس
آنتونیو فارگاس (انگلیسی: Antonio Fargas؛ زادهٔ ۱۴ اوت ۱۹۴۶) یک هنرپیشه اهل ایالات متحده آمریکا است. وی از سال ۱۹۶۳ میلادی تاکنون مشغول فعالیت بوده‌است.
از فیلم‌ها یا برنامه‌های تلویزیونی که وی در آن نقش داشته است می‌توان به قرض‌گیر، روسپی، ستون، آتش‌افروز، قمارباز، پوند، موج جرم و جنایت، خیابان واکین و بچه خوشگل اشاره کرد.